# 朝鮮民主主義人民共和國農業

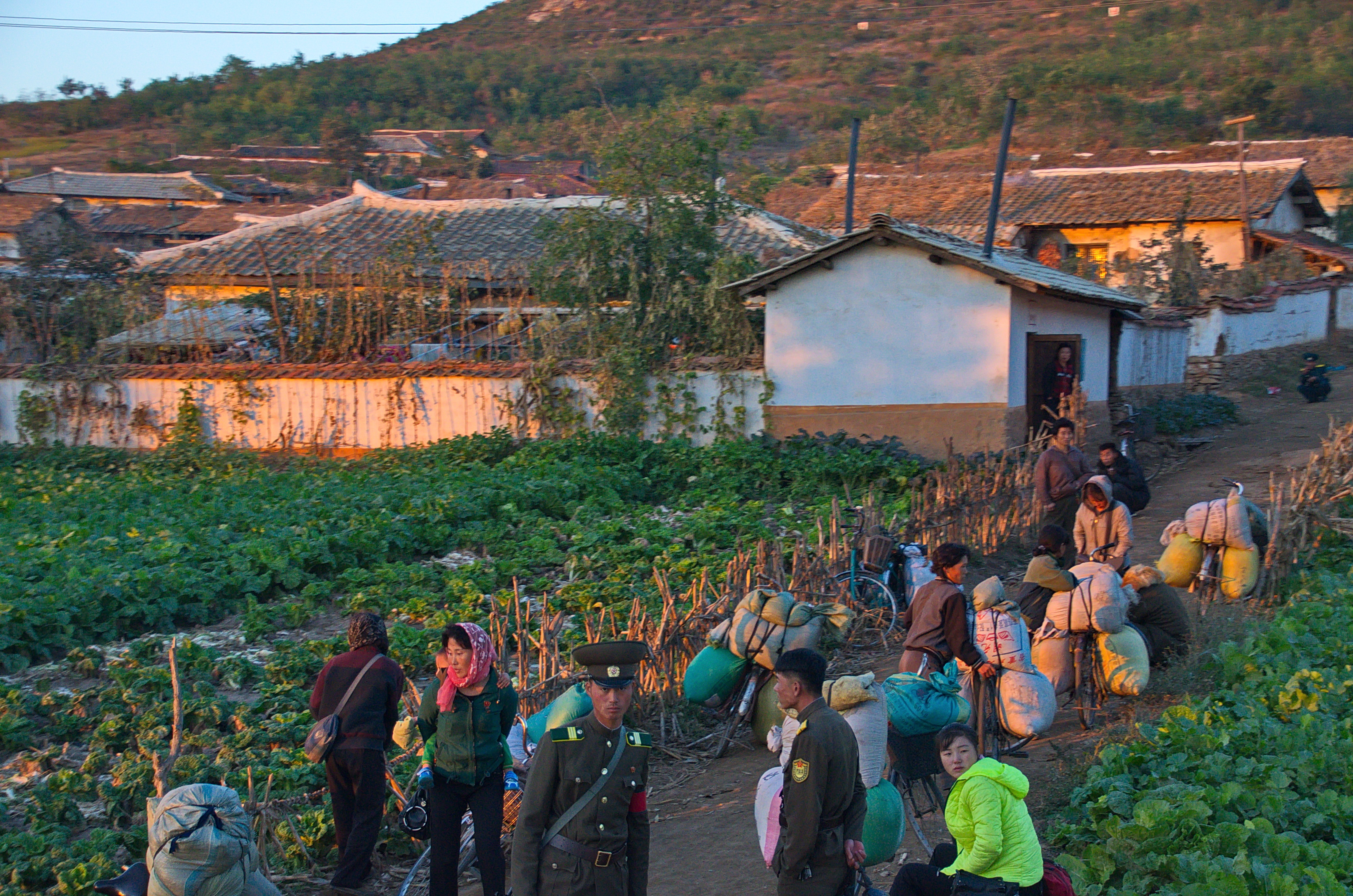
朝鮮農民在當局指導下，捐贈收成（攝於2015年）

朝鮮民主主義人民共和國農業，朝鮮民主主義人民共和國在朝鮮半島的歷史中和現實地理條件中都是發展重工業和礦業為主，而南方是糧食和漁業產地，所以建國後糧食生產一直是北朝鮮不可忽略的政治重點，甚至間歇性的飢荒影響了北朝鮮的政權和外交，並間接觸發了對內的深化組事件以及對外的核問題等等行為，朝鮮農業成為外界研究了解其內部狀態的顯學。
根據美國中情局的研究，2015年朝鮮民主主義人民共和國23.4%的勞動力用於農業，1960年代為57%。 目前被允許運作的唯一農會是朝鮮農業勞動者同盟。

## 歷史

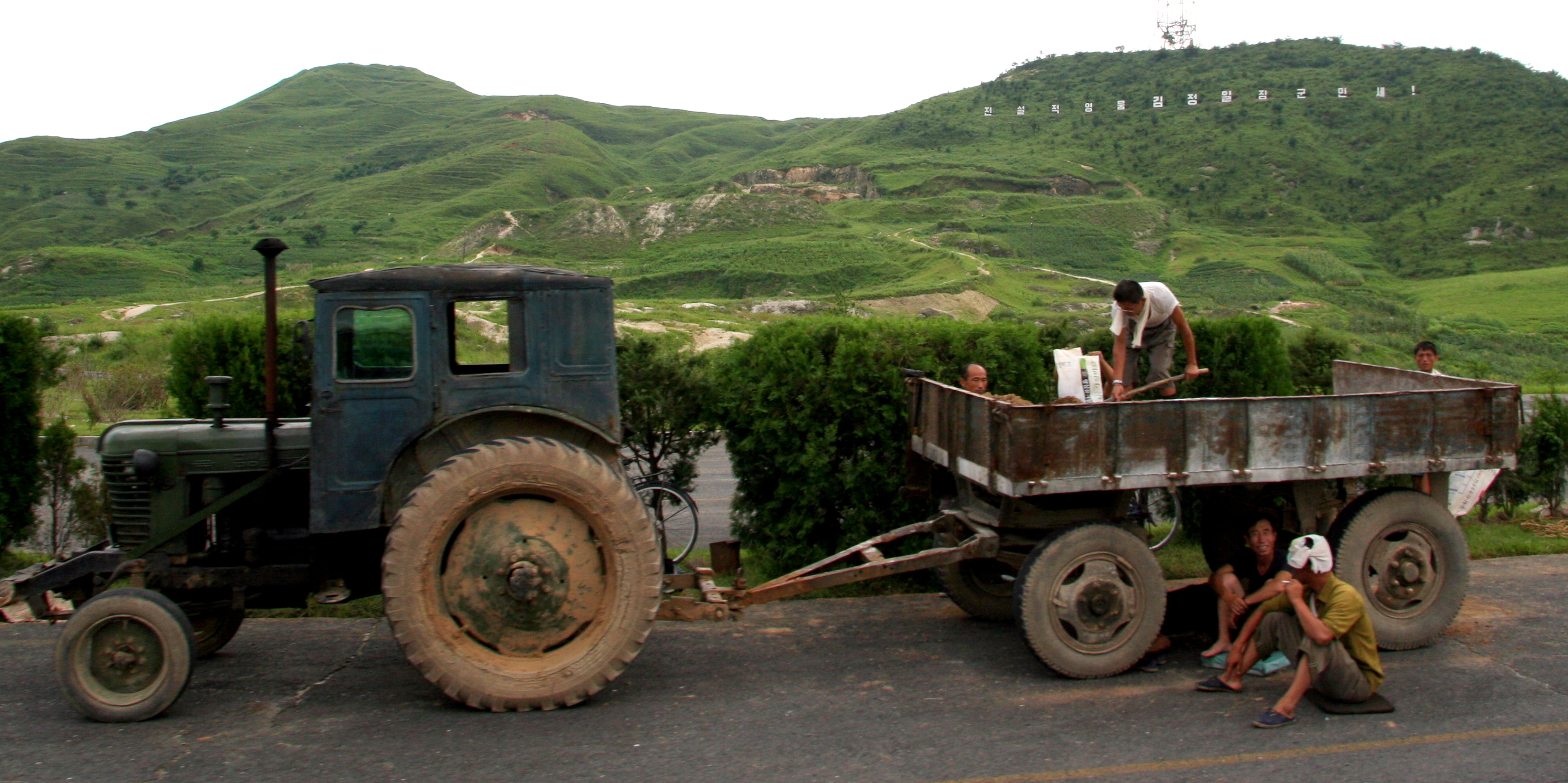
國產拖拉機

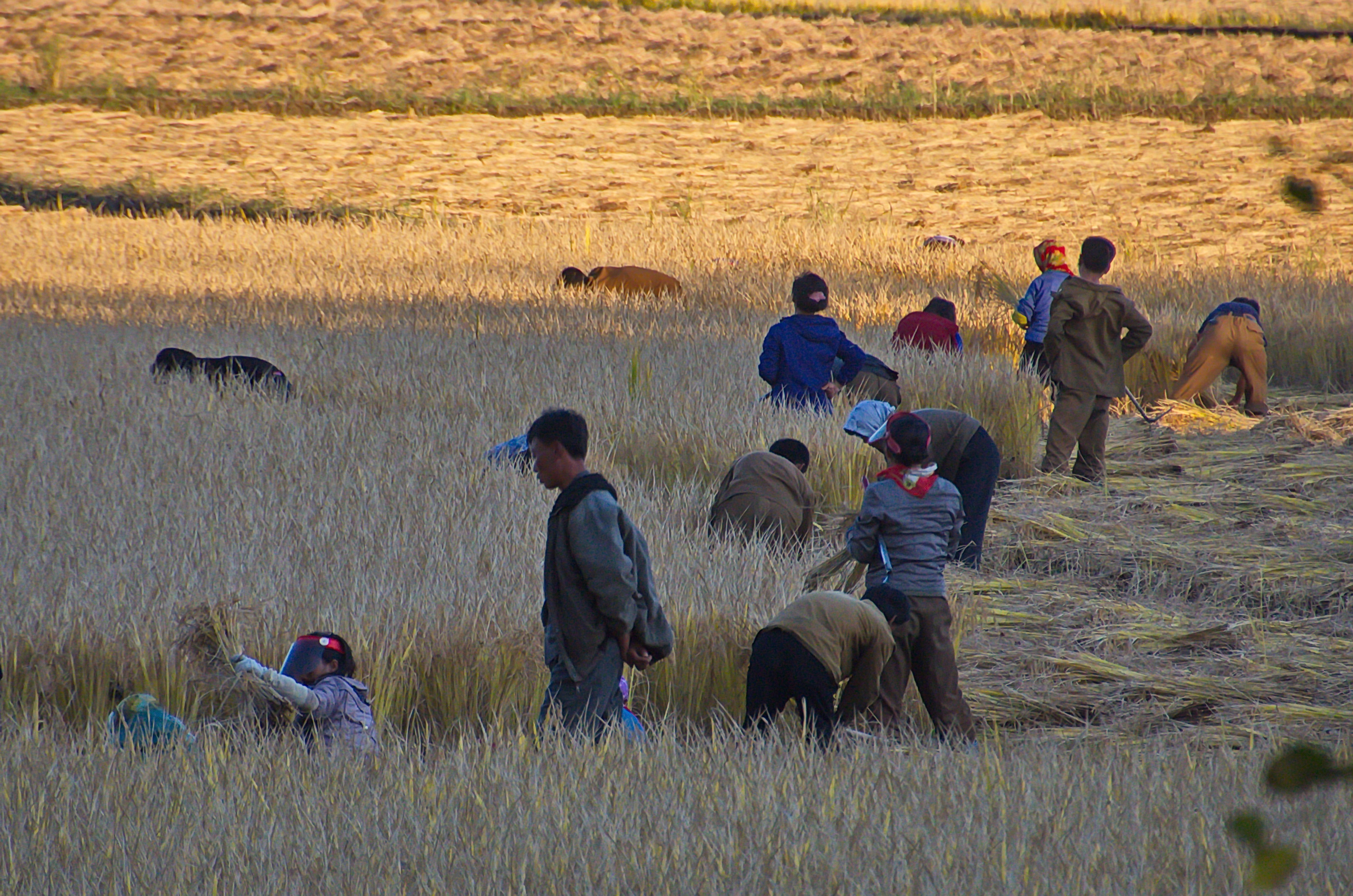
至今採人力收割的平壤郊區

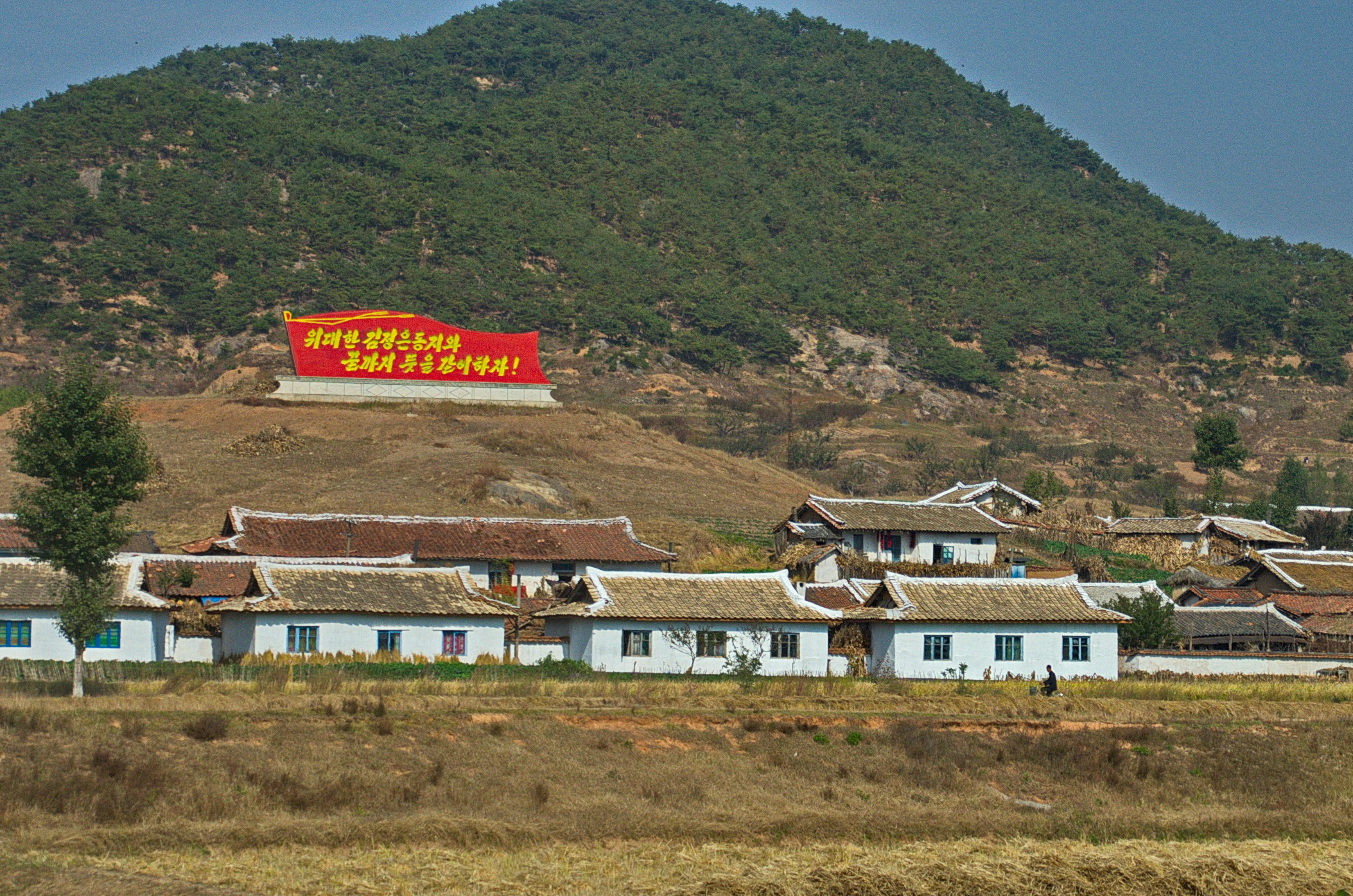
示範農村的標語

### 集體農業時代
農民會從國家分配到種子、農具、肥料和機器，並按照政府的要求耕種。農民要將收成上貢政府，他們則會取得食物和其它日用品作酬勞。然而，由於北朝鮮山多平地少，可耕地面積只佔國土的22%，耕地大多集中在如咸鏡兩道和江原道等東部地區。
早期受中國共產黨主席毛澤東主導大躍進政策刺激，朝鮮勞動黨委員長金日成在1960年2月於平安南道江西郡青山里集體農場現場指導時提倡青山里方式農業政策，作為五年計劃一部分。
- 每天下級上級互相幫助，是朝鮮勞動黨一貫路綫。
- 深入到群眾底部，並研究和分析實際情況，並提出解決問題的正確策略。
- 政治活動先行，最大限度調動下級和人民大衆自覺的熱誠和創意性，無條件實行革命課題。
- 一般的指導與個別指導正確结合
- 尋找一個突破點，解決整個連鎖
- 全體業務計劃化強力推進
- 創造新模範向全體普及

通過這種方式，金日成的影嚮力逐漸進入農村，強化權力基礎。但是在農業現實科學方面，青山里方式並不成功，北韓往後半世紀的長期糧食供應也一直不理想，之後長期依賴中蘇兩國的肥料和食物援助，包含以優惠貿易方式換得。根据东德情报机构斯塔西1986年的一份文件显示，北朝鲜甚至出现了广泛的营养不良问题。

### 國際與天災影響
隨著1980年代蘇聯出現經濟和貨幣危機，蘇方要求朝鮮民主主義人民共和國以市場價格向他們購買糧食和石油，加重了平壤政府的糧食壓力。1991年蘇聯解體，同一時間中國因為六四事件的制裁持續而與民主世界政府交涉，北朝鮮也因而失去了支援，經濟因而崩潰（見下表），缺乏能力購入糧食和肥料，加上政府未能作出適當回應，糧食產量大減。在1994年至1996年間，糧食產量就銳減六成。有鑒於此，金日成政府鼓勵民眾下田工作，從而增加勞動力，又推行「一日只食兩餐」運動，以降低糧食需求，但這些的措施都未能阻止糧食儲備持續下滑的情況發生，1995年的夏季大水災則大舉摧毀了儲備糧、電力水壩和醫療用品，飢荒已經不可避免。
| 年份 | 總計   | 農業 | 工業 | 商業 | 其它 |
| ---- | ------ | ---- | ---- | ---- | ---- |
| 1992 | 20 875 | 7807 | 4551 | 1315 | 7160 |
| 1993 | 20 935 | 8227 | 4689 | 1256 | 6762 |
| 1994 | 15 421 | 6431 | 3223 | 2288 | 1556 |
| 1995 | 12802  | 5223 | 2228 | 819  | 4532 |
| 1996 | 10588  | 4775 | 1556 | 508  | 6748 |

### 五年大饑荒
另一方面，蘇聯解體後，中國曾一度成為北朝鮮最大的援助國。1993年，中國曾向北朝鮮大量出口燃料和食品，佔當年朝鮮77%和68%的燃料和糧食進口量。蘇聯解體後還持續保持親俄立場未轉向的朝鮮引發中國方面不滿，因而2年後決定停止對朝鮮的援助，施以某種懲戒。
1994年秋季，饑荒的問題日漸浮現，而翌年發生的泛濫更惡化了災情。90年代初，由於糧食不足的問題，不少的農民因而在山上伐木，開墾耕地，從而導致水土流失、山崩和河床淤塞。1995年夏季，北朝鮮暴雨成災，在7月30日至8月18日期間，平山郡僅7小時就下了877毫米的大雨，令鴨綠江嚴重泛濫，在72小時內外溢4.8億噸的洪水，大量的耕地、收成、糧食儲蓄和基礎建設因而受到破壞，聯合國甚至形容這次的水災是「70年來之罕見」。大規模的洪災不但淹沒了耕地，許多存放於地下的糧食儲蓄也遭到摧毀。聯合國指泛濫令約1百萬噸的糧食儲蓄被破壞；美國疾病控制與預防中心指北韓12%的收成因洪水而損失。儘管災情嚴重，但阻於財困，朝鮮民主主義人民共和國政府沒有購入糧食，全國的糧食供應因而進一步下降，令饑荒的情況日益惡化。同時北朝鮮逾七成電力是源於鴨綠江的水力發電，洪災令到水壩嚴重損毀，無法產出電力。這也使以電力驅動的火車無法將佔全國兩成發電量的煤運到發電站，加劇了朝鮮能源短缺的狀況影響到農業生產。

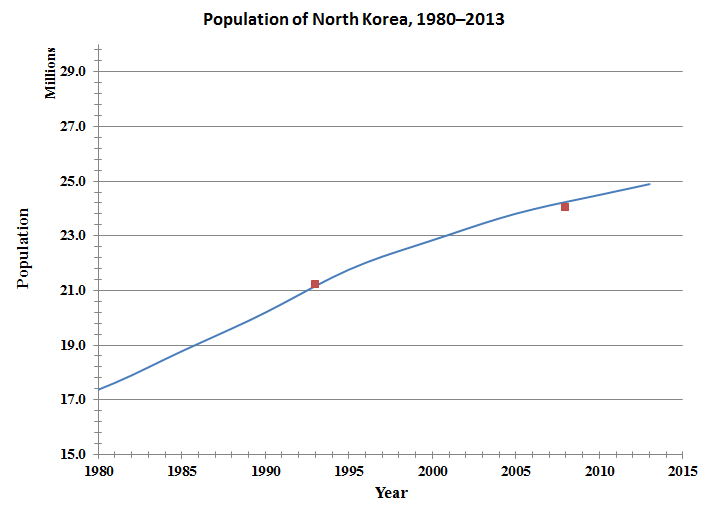
世界銀行統計的朝鮮人口持續增長，也成為平壤當局反駁飢荒的主要資料，認為外界故意渲染誇大了嚴重性

在政界方面，曾在1998年8月到北朝鮮考察的美國國會議員認為當地每年有30萬至80萬人死於糧食不足，而在1997年，死亡人數達到了高峰。朝鮮勞動黨中央書記局前書記黃長燁在脫北後指，在1995年至1998年間估計有250萬人死於饑荒，並稱單在1997年就有100萬之多。隨著糧食短缺的問題惡化，朝鮮勞動黨總書記金正日稱這為美國所害，因此他將會集中所有的時間和精力於國防之中，以提防敵人的入侵，又以「苦難的行軍」為口號要求全國人民團結撐過，儘管糧食短缺持續多年，這場災難不但沒有動搖金氏政權的統治，反而強化了人民對政府的支持。有脫北者表示他們當時已餓得無法思考政治問題，有的表示他們相信政府的話，願意與迫害他們的美國拼死一戰；也有脫北者稱因饑餓而逃亡到敵對政權，背棄平壤政府而感到內疚。

### 配給制度崩潰
朝鮮民主主義人民共和國的配給制度名為「國家配給系統」，由於官僚腐化和管理不善的關係，配給系統至90年代初金日成死前不久已經幾近癱瘓，每戶只能取得相當有限的糧食。因此，也有研究指這場的饑荒是源於配給系統的失效和無能。
下表為在正常情況下各階級的配給數量：
| 等級                     | 配給數量      |
| ------------------------ | ------------- |
| 高勞動力工人(礦工)       | 每日800克     |
| 高級政府官員             | 每日700克     |
| 軍人                     | 每日700克     |
| 普通勞動者               | 每日600克     |
| 上班族                   | 每日600克     |
| 大學生                   | 每日600克     |
| 中學生                   | 每日500克     |
| 小學生                   | 每日400克     |
| 幼稚園學生               | 每日300克     |
| 退休市民、長者及殘障人士 | 每日300克     |
| 3歲以下兒童              | 每日100-200克 |

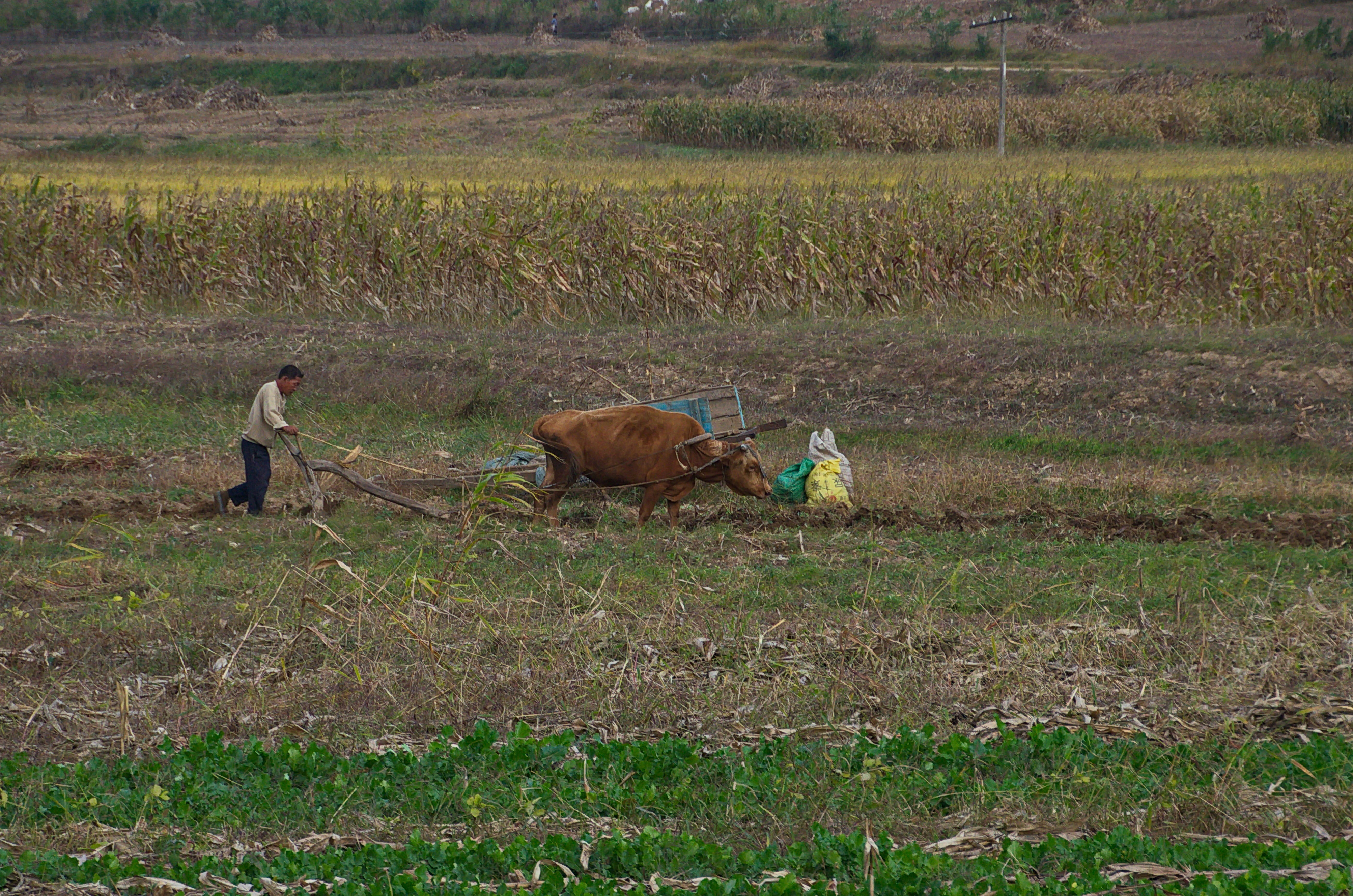
2015年的咸鏡北道農村使用耕牛

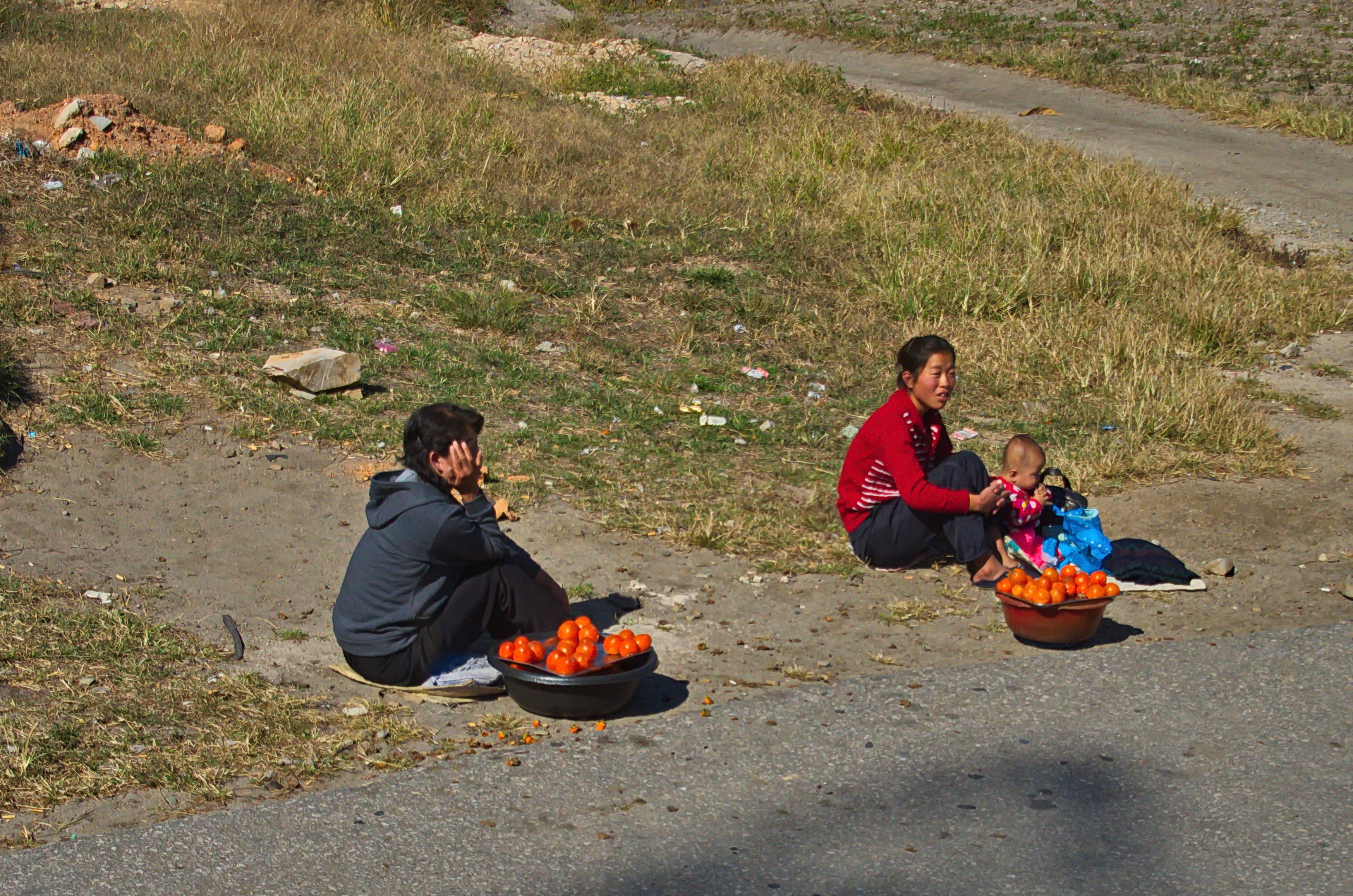
小型的農業黑市，當局採取半默許狀態

然而，隨著糧食不足日益惡化，本應為全國62%人口提供糧食的配給制已接近無效，時至1997年，全國僅有6%的人口仍能從中取得糧食。除了流動的黑市出現外，還有固定的地下黑市而且價格高昂。以大米以例，其價格可達每公斤40元至100元不等，相等於市民一個月的工資，因此市民只能買到幾天的糧食。另外，除了大米外，櫻桃、萝卜、白菜和玉米等也是地下市場中可買到的食物。流通的貨幣有朝鮮圓、人民幣，甚至日圓，以物易物也是一個可接納的方式。基於黑市日益龐大，在饑荒期間，95%的以上的物資也只能通過黑市取得，故此朝鮮政府對其採取半開放政策，當局容許市民買賣蔬果，但嚴禁出售白米和其他穀物。

### 恢復期
1998年災情已得到舒緩同時當局進行了某種程度的經濟開放改革，平壤政府宣佈朝鮮正邁向「強盛大國」的步伐。2004年，北朝鮮的農產量躍升至4百萬噸，是1997年的兩倍。雖然如此，朝鮮依然不時出現局部性的饑荒或糧食短缺被外媒所報導，但真實性其實無法驗證，朝鮮當局多半歸類為敵意媒體的汙衊。

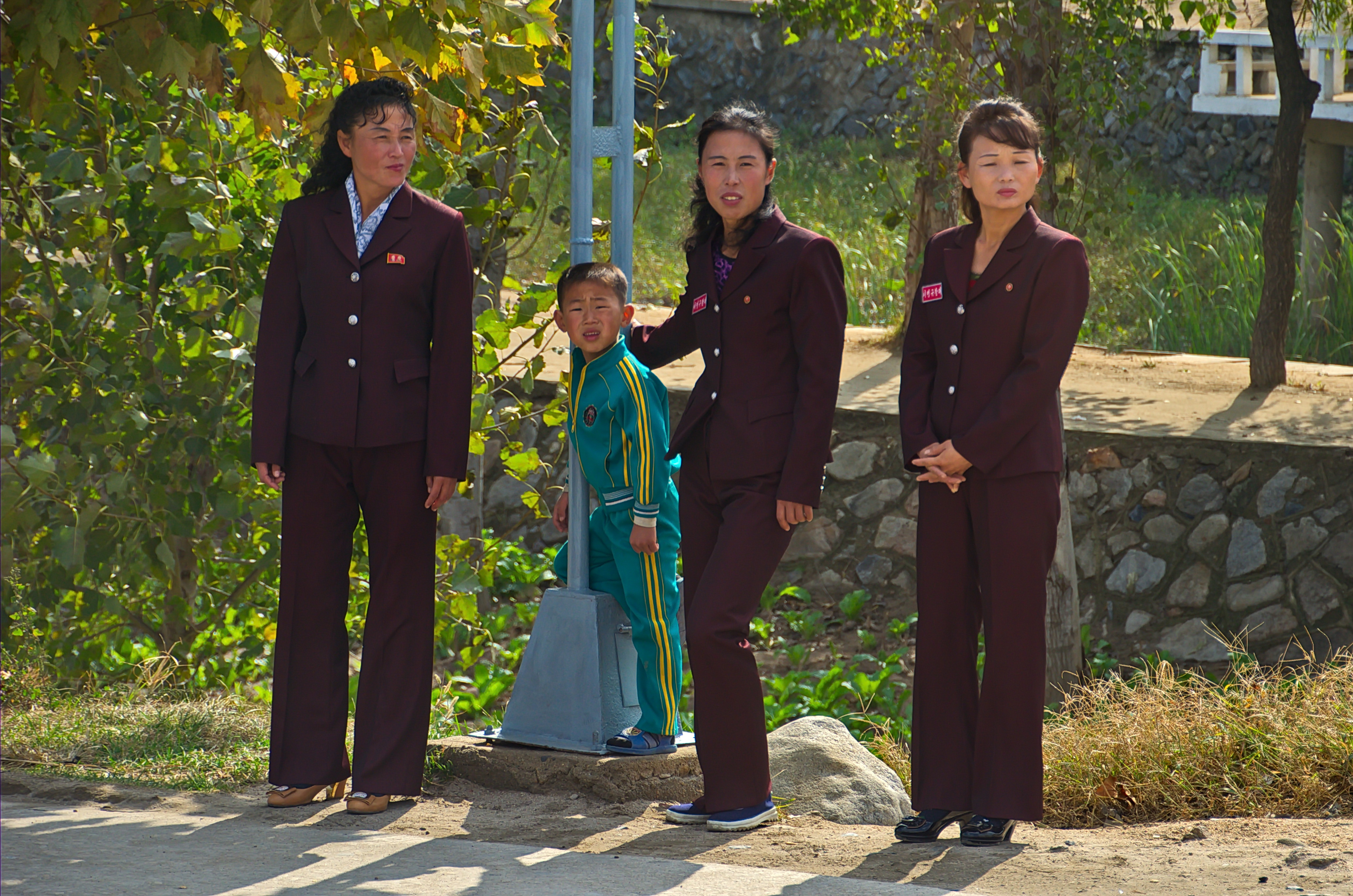
南浦特別市的農村地區幹部

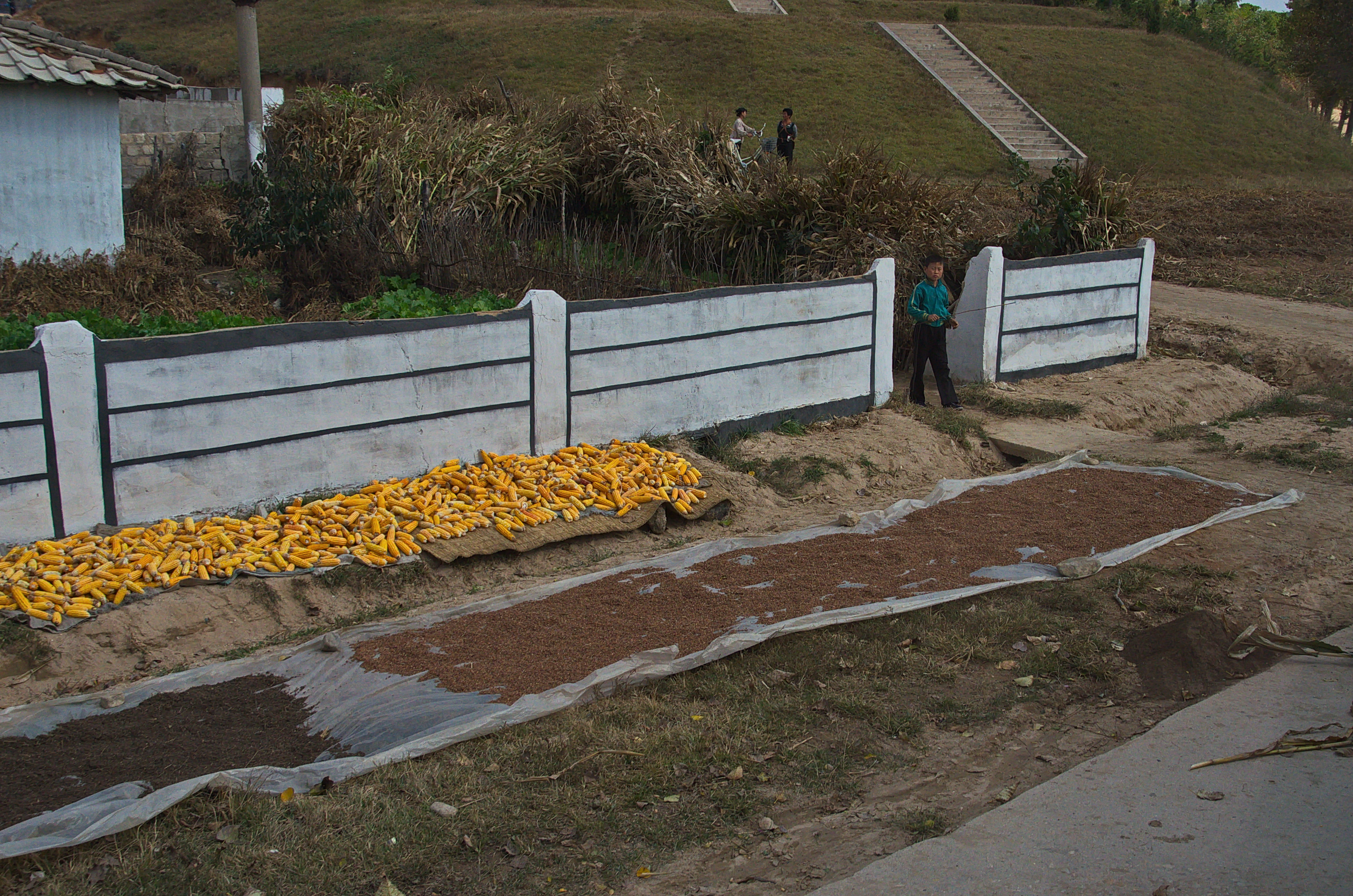
2015年一戶農家被拍攝到的收穫狀態，大致足夠一家人食用。

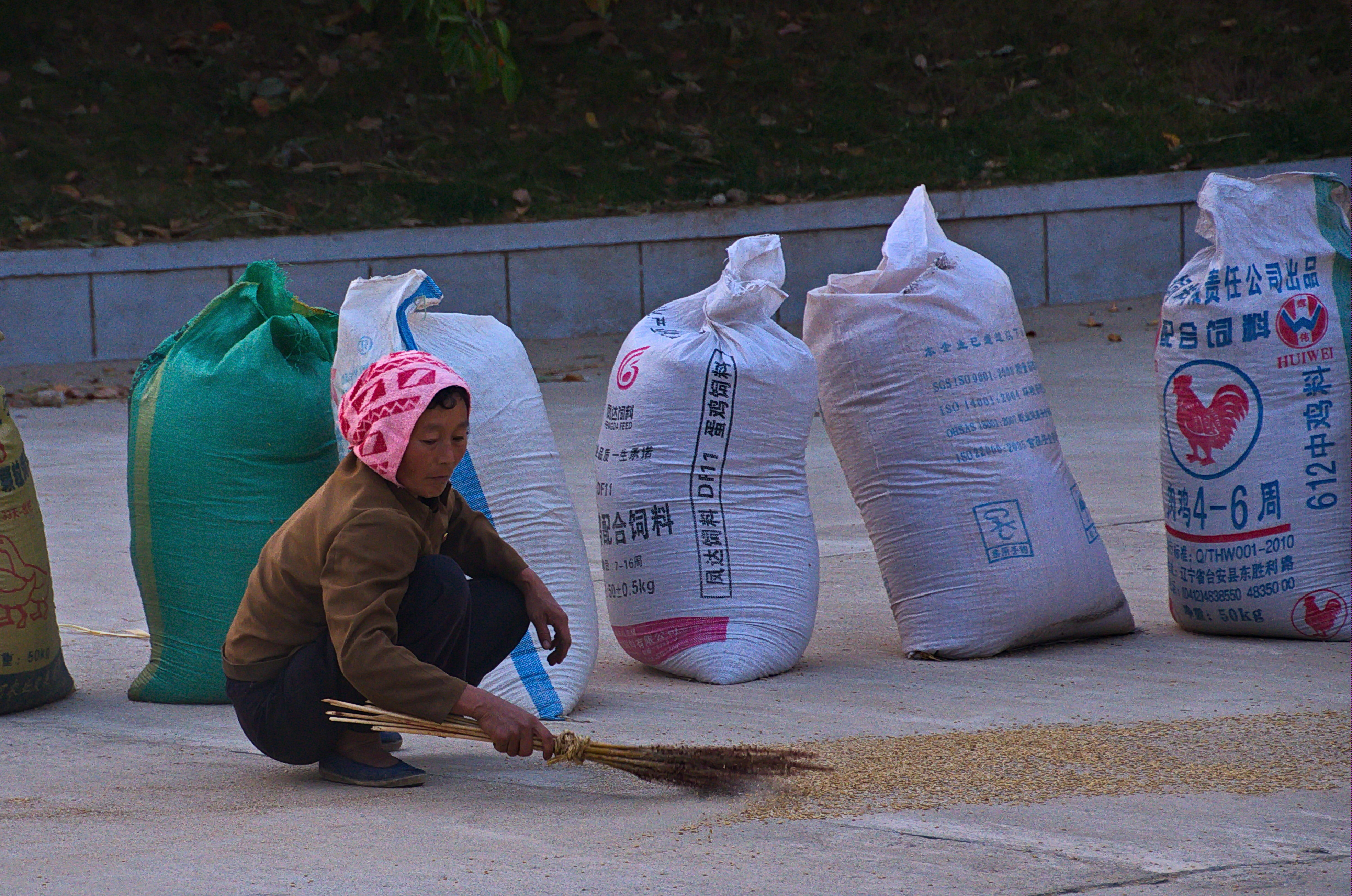
寫有中文的肥料袋

- 在2005年就有紐約時報報導指朝鮮政府動用百萬城市人口到農村支援耕作，協助當地米農提高收成[33]。
- 2007年發生的水災，也令南部出現糧食不足的情況[34]。
- 2011年，美國前總統吉米·卡特在考察朝鮮後匯報朝鲜全國約3分之1的兒童面临營養不良的問題[35]。
- 另一份由大韓民國製作的研究指，朝鮮18歲的成年男子比南韓的同輩矮5寸，同時全國近45%五歲或以下的兒童正處於營養不良的狀況[36]。
- 《東京新聞》稱2011年12月金正日死後至2012年4月，黃海南道約有2萬餓死[37]。
- 亞洲新聞社在2012年朝鮮境內潛伏的記者揭發黃海南道和黃海北道在過去的一年間也出現糧荒，估計已有過萬人餓死，並出現了人食人和舉家自殺的情況[38]。同年的報導又指朝鮮繼2008後再度降低參軍的身高門檻限制，由150公分減到142公分，而現役軍人的體格也偏小[39]。

朝鮮民主主義人民共和國政府近年推行的改善措施中推行承包制，又提高農作物的收購價格。私人農場也在此時被政府提出，農民可以擁有自己的自留地，並自行決定所種的作物，稱為「圃田擔當制」(포전담당제)。
2006年世界糧食計畫署估計朝鮮食物產量每年還有6萬噸缺口，但外界援助或交易能通暢彌補的話，基本食物問題能解決，金正恩上台後從平壤市民較大的手機保有量和朝鮮旅遊開放，外界判斷其內部進行了有限的私有化改革，導致其經濟改善，但核爆引發的國際貿易制裁於2016年初達到高峰，當時對於其內部糧食是否會發生影響國際處於觀察心態，後續中華人民共和國以不得違反人道民生為基礎在聯合國會議成功爭取到豁免生活用品和糧食不在制裁範圍內，得以從東北持續大批貿易，之後2019年起中美交惡讓中朝關係極大恢復，中國共產黨中央委員會總書記習近平2019年應朝鮮勞動黨委員長金正恩邀請訪問朝鮮後，開始釋放出中國將全力支援金正恩經濟現代化的信號，核武問題將不再是兩國主要議題，根據紀錄片顯示朝鮮社會運作正常沒有明顯物資短缺，同時生活水平還高於2000年代，韓國銀行測算的朝鮮GDP成長率也從2016年起反而大幅增長，其推測認為當時為了沖銷國際壓力推動了類似中國改革開放的路線，家庭聯產承包責任制也都開始出現，反而讓經濟運轉较大幅加速。

## 參见
- 主體農法
- 青山里方式
- 朝鮮民主主義人民共和國交通
- 朝鮮民主主義人民共和國國家計劃委員會
- 朝鮮核問題
- 韩国农业
- 朝鮮科技

## 外部連結
- 朝中社-主體農法介紹影片 （页面存档备份，存于）